# Peter Áč
Peter Áč (* 26. března 1943 Užhorod) je slovenský zoolog-etolog, publicista a fotograf, který se specializuje na fotografování pod vodou. Zúčastnil se vícero potápěčských expedicí. Je autorem monografií Dunaj rieka života (1977) a Tajný život rýb (2003).